# (14068) Hauserová
(14068) Hauserová, désignation internationale (14068) Hauserova, est un astéroïde de la ceinture principale.

## Description
(14068) Hauserova est un astéroïde de la ceinture principale. Il fut découvert le 21 avril 1996 à l'Observatoire Kleť par Jana Tichá et Miloš Tichý. Il présente une orbite caractérisée par un demi-grand axe de 2,62 UA, une excentricité de 0,12 et une inclinaison de 11,1° par rapport à l'écliptique.

## Compléments